# 몰수 경기
몰수 경기(沒收競技)는 스포츠 경기에서 규정을 심각하게 위반하거나 경기 진행에 큰 차질을 준 팀에게 심판의 재량으로 한쪽 팀의 패배를 강제로 선언하는 것을 의미한다. 이로 인한 패배를 몰수패(沒收敗), 이로 인한 승리를 몰수승(沒收勝)이라고 한다.
해당 경기와 상관없이 해당 국가가 중대한 범죄행위를 저지른 경우에도 몰수 경기가 발생할 수 있다. 2022년 2월 24일에 러시아가 우크라이나를 침략하자 러시아 축구 국가대표팀은 2022년 FIFA 월드컵과 2022-23년 UEFA 네이션스리그를 포함한 모든 국제대회에서 몰수패를 당했으며 FIFA에서 쫓겨났다.

## 축구
축구의 몰수 경기는 보통 〈3 대 0〉의 점수로 기록된다. 일반적으로 한 쪽 팀의 선수 5명 이상이 퇴장되어 6명 이하로 남으면, 선수 부족으로 몰수 경기가 선언된다.

## 야구
야구에서 몰수 경기가 선언될 경우, 일반적으로 〈(정규 이닝 수) 대 0〉점으로 기록된다. 단, 정식 경기 성립 후에 몰수패를 당한 팀이 지고 있었을 경우는 점수가 그대로 유지된다.